# دال (قرية)
قرية دال تقع غرب قرية سركمتو وتعتبر شبة جزيرة

## الموقع
تقع في منطقة السكوت، في الولاية الشمالية من السودان، على الضفة الغربية من النيل، يحدها شرقاً نهر النيل، والصحراء الكبرى جنوب وغرباً(الغرب في الواقع صحراء من 42 كم بين قرية دال شمالاً وقرية ساقية العيد، وقرية كولب شمالاً.

## النشاط السكاني
- الزراعة. ويزرع الناس المحاصيل الزراعية بأنواعها، والحمضيات، والخضر.
- صيد السمك. بعد قيام السد العالي.
- الرعي. والرعاة قليلون.
- التجارة. وهم قليلون أيضاً.

والمساحة الكلية للقرية بدا من كدفوقة جنوبا (حى العرب) ويطلق عليه كد قيل جنوبا ويحده من الشمال قرية كلوب - وينتهى في كلفة شمالا أي دشق (المضيق)
والزراعة هي الحرفة الرئيسية - ياتى التجارة فيى المرتبة الثانية من حيث نشاط السكان وبه قليل من المرعى أو الجزر
عن طريق مبارك الهادي -سعد كدودة

## سد دال
الشلالات المجاورة للقرية يمكنها توليد طاقة كهربائية لا بأس بها، إلا وهذا قد يسبب في إغراق المنطقة بأكملها تقريباً، وهذه الشلالات هي شلالات عكاشة، والكثير من سكان القرية والمنطقة يرفضون ذلك دفاعاً عن أرض الأجداد حسب قولهم.

## تأثيرالسد العالي
السد العالي يبعد عن القرية 3 كم فقط، لذا فقد أثر ذلك على القرية بشكل واضح، وأهل القرية ما زالوا يطالبون بحقوقهم المسلوبة.

## المصدر
- القرى النوبية، للدائرة الجغرافية بعبري